# Cyrtandra nanawaleensis
Cyrtandra nanawaleensis är en tvåhjärtbladig växtart som beskrevs av Harold St.John. Cyrtandra nanawaleensis ingår i släktet Cyrtandra och familjen Gesneriaceae. Inga underarter finns listade i Catalogue of Life.

## Bildgalleri

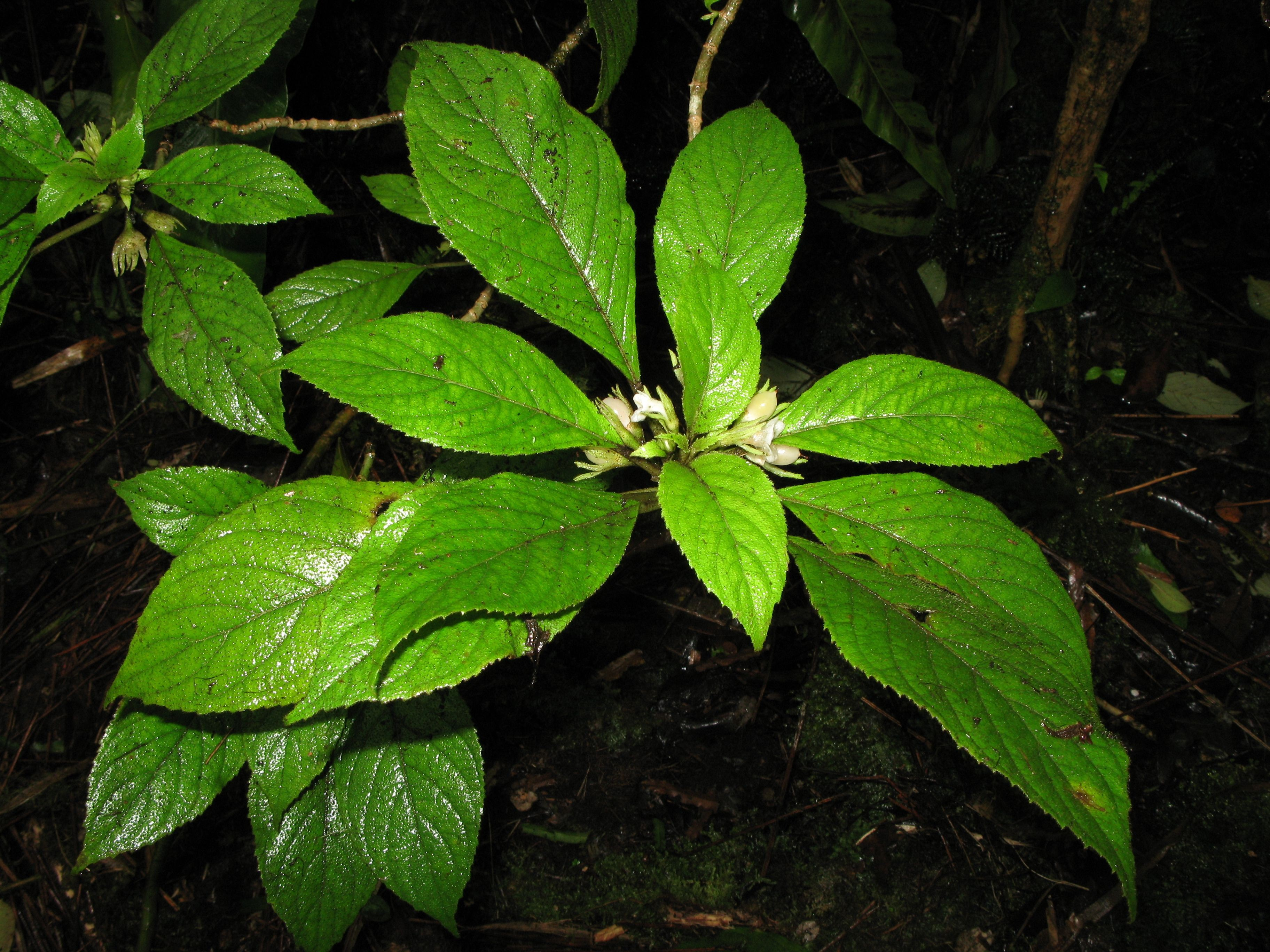